# Diga di Uwada
La diga di Uwada (上田ダム?, Uwada damu) è una diga a gravità sul fiume Tadami, 500 km a valle di Kaneyama nella prefettura di Fukushima, in Giappone. Fu costruita tra il 1952 e il 1954 ai fini della produzione di energia idroelettrica. Essa alimenta con l'acqua una centrale idroelettrica da 92 MW che consiste di 2 turbine Kaplan da 46 MW.